# Pseudosecodes splendidus
Pseudosecodes splendidus är en stekelart som beskrevs av Girault 1915. Pseudosecodes splendidus ingår i släktet Pseudosecodes och familjen finglanssteklar. Inga underarter finns listade i Catalogue of Life.